# Сапунова, Евдокия Борисовна
Евдокия Борисовна Сапунова (1910 — 17 мая 1989) — работница советской лёгкой промышленности, ткачиха Калининского хлопчатобумажного комбината, Герой Социалистического Труда.

## Биография
Родилась в 1910 году в городе Тверь в семье ткачей. Русская.
В 17 лет пришла работать на ткацкую фабрику бывшей Морозовской мануфактуры, где раньше трудилась её мать. Стояла у истоков рождения социалистического соревнования. Присутствовала при подписании «Договора тысяч». С зарождением стахановского движения освоила передовой опыт стахановок-ткачих сестёр Виноградовых.
В годы войны, не успев эвакуироваться с больной матерью и маленьким сыном, была вынуждена остаться в оккупированном Калинине, прятаться. Сразу после освобождения города принимала участие в восстановлении ткацкой фабрики. В тяжелейших условиях выпускала полотно для солдатских рубашек и марлю для бинтов.
Участвовала в возрождении сквозных бригад, перешла на повышенное уплотнение обслуживаемого оборудования, участвовала в создании краткосрочных стахановских школ в помощь отстающим ткачам, стала инструктором в одной из них. Первую послевоенную пятилетку выполнила за три с половиной года. Она выработала свой, отличный от «виноградовского» маршрут обхода станков, что давало значительную экономию времени. В результате добилась самой высокой на тот период производительности труда в текстильной промышленности. Её выработка в стране была самая высокая.
Указом Президиума Верховного Совета СССР от 29 ноября 1974 года за досрочное выполнение принятых на девятую пятилетку социалистических обязательств, высокое качество выпускаемой продукции и долголетний самоотверженный труд на одном предприятии Сапуновой Евдокии Борисовне присвоено звание Героя Социалистического Труда с вручением ей ордена Ленина и золотой медали «Серп и Молот».
Е. Б. Сапунова более полувека, 53 года, проработала на ткацком производстве, соткала за свою жизнь более 20 миллионов метров ткани.
Изибиралась депутатом Верховного Совета СССР.
Жила в городе Калинин. Умерла 17 мая 1989 года. Похоронена на Дмитрово-Черкасском кладбище в Калинине.
Награждена орденами Ленина, Октябрьской Революции, медалями. Почетный гражданин г. Калинина.
В городе Тверь, на доме где жила знатная ткачиха, установлена мемориальная доска.